# Девокалізація
Девокаліза́ція (відома також як вентрікулокордектомі́я чи голосова́ кордектомі́я) — хірургічна операція, під час якої тваринам (найчастіше псам чи домашнім котам) роблять надріз на голосових зв'язках, позбавляючи їх можливості повноцінно видавати звуки. Заборонена у країнах підписантах Європейської конвенції про захист домашніх тварин, проте, широко використовується неофіційно за бажанням власників. Дозволена у ряді штатів США та Канаді, де може виконуватись як по бажанню власників так і за рішенням суду для усунень порушень режиму тиші вночі.

## Загальна інформація
Девокалізацією називають хірургічну операцію, під час якої на голосових зв'язках тварини робиться надріз або ж розсікається один з суміжних нервів, що призводить до часткової втрати твариною голосу. В залежності від ступеня впливу на зв'язки розрізняють часткову та повну вентрікулокордектомію. Після підрізання тканин гавкіт або нявкання стають значно тихішими, аж до шелесту чи повної втрати голосу.
Існує два методи виконання процедури: через ротову порожнину тварини та з розтином гортані. Перший є значно дешевшим та швидшим і виконується за допомогою інструментів для припікання, хірургічних ножиць або лазера. Тварина при цьому знаходиться у горизональному положенні на животі. Другий, на думку лікарів, складніший та дорожчий, однак дозволяє якісніше виконати процедуру завдяки можливості зшити прооперовані тканини за правилами. Накладання швів має запобігати утворенню рубців та блокуванню дихання тварини. В противному випадку повітря, що проходить через гортань тварини під час видавання звуків, резонуватиме зі шрамами, утворюючи неприємний дратівливий звук, схожий на хрипіння. Під час розтину гортані тварина фіксується в порложенні на спині. Обидва методи вимагають загальної анестезії.
Девокалізація зазвичай виконується на вимогу власника тварини, якщо це не заборонено законом. Процедура може бути примусовою та виконуватися в результаті судового рішення через скарги сусідів та як альтернатива евтаназії.

## Фактори ризику
Процедура девокалізації засуджується зоозахисникам як така, що може призвести до фізичного та психологічного травмування тварини. Окрім стресу, хірургічне втручання може викликати негативну реакцію на анестезію, спричинити кровотечу, потрапляння інфекції, больовий синдром та інші серйозні ускладнення. В окремих випадках на місці розрізу може утворюватися рубцева тканина, що блокуватиме горло та вимагатиме проведення подальших операцій. Утворені шрами можуть затримувати відведення слизу, заважаючи тварині повністю очистити горло та призводячи до хронічного кашлю та блювання. Надмірне скупчення слизу може спричинити виникнення хронічного трахеїту.
Окрім того, існує небезпека розриву зшитих тканин через сильне натяжіння чи різкі рухи шиєю в постопераційний період. Це може призвести до набряків, обструкції дихальних шляхів та колапсу трахеї чи гортані.
Лікарі зазначають, що операція долає проблему надмірної гучності тварини, однак не впливає на першопричину такої поведінки. Власники шукають якомога швидшого вирішення проблеми, не замислюючись над причинами занепокоєння тварини, що згодом негативно позначається на її психологічному стані.

## Заборона використання
Процедура девокалізації заборонена в усіх країнах-підписантах Європейської конвенції про захист домашніх тварин, де вважається однією з форм хірургічного скалічення. В Україні заборона набрала чинності з 1 серпня 2014 року, однак станом на серпень 2018 року жодної відповідальності за її порушення не було передбачено.
В Росії виконати подібне втручання можна лише за медичними показами, однак приватні клініки девокалізують тварин за бажанням власника.
В США проведення голосової кордектомії заборонене в штаті Массачусетс (з 2010) та місті Ворік (з 2011). В штаті Нью-Йорк подібний проєкт перебуває на стадії розгляду. Уряди Каліфорнії та Нью-Джерсі відхилили законопроєкти щодо заборони девокалізації, а в Огайо обмеження діє з 2000 року лише частково.

## Альтернативні методи
Видавання звуків — природна поведінка тварин, яку вони широко використовують для внутрішньовидового та міжвидового спілкування, тож девокалізація є небажаним та негуманним методом втручання в життя тварини. Як альтернатива хірургічному втручанню існує низка інших методів, що здатні подолати проблему надмірної гучності тварини:
- Дресирування. Один з найефективніших методів, що дозволяє боротися з неконтрольованим видаванням звуків твариною. Застосовується переважно для псів. З допомогою професійного дресирувальника можна дисциплінувати тварину та значно зменшити кількість небажаних звуків, не завдаючи тварині фізичної шкоди;
- Створення комфортних умов. Досить часто тварина видає надмірну кількість звуків через стрес, нудьгу чи розчарування. Зміна оточуючого середовища є дієвим методом заспокоєння тварини, що демонструє кращу ефективність за насильницьке пригнічення її емоцій. Більша кількість приділеної уваги, ігри, прогулянки та інші види взаємодії з твариною дозволять їй відволіктися та почуватися значно легше. Якщо тварина перебуває в стресі, необхідно прибрати фактор дискомфорту.

Інколи як альтернативний метод використовують коригувальні нашийники (електрошокові, ультразвукові або спреєві), що також є проявом негуманного ставлення до тварини та заборонені в деяких країнах світу.